# Nichtsättigungsaxiom
Das Nichtsättigungsaxiom (englisch non-saturation) in der Volkswirtschaftslehre besagt, dass Wirtschaftssubjekte von einem begehrten Gut oder einer begehrten Dienstleistung lieber mehr als weniger konsumieren wollen.
Ein Axiom ist in diesem Zusammenhang eine grundlegende Tatsache, die selbst nicht mehr bewiesen wird, von der die Erklärung jedoch ihren Ausgangspunkt nimmt. Axiom ist auch eine Hypothese, die entweder empirisch gut fundiert oder nicht weiter begründbar und zentraler Bestandteil einer darauf beruhenden Theorie ist.
Hinter dem Nichtsättigungsaxiom steht die Annahme, dass der Konsument bei seinem Konsumverhalten niemals wunschlos glücklich sein könne: ein Mehr ist immer besser. Das Axiom der Nichtsättigung gehört zur Nutzentheorie und beruht auf der Annahme, dass Personen fähig sind, eine Präferenz zwischen zwei oder mehr Güterbündeln (etwa den Waren in einem Einkaufswagen) der Kaufentscheidung zugrunde zu legen.

## Präferenzen
Die rationale Nutzenmaximierung setzt eine konsistente Präferenzordnung voraus, wonach sechs Axiome erfüllt sein müssen, vier formale (Vollständigkeit, Reflexivität, Transitivität und Stetigkeit) und zwei inhaltliche (Nicht-Sättigung und Konvexität).
Diese Axiome können anhand eines Güterbündels (der Kombination von zwei Gütern im Warenkorb) definiert werden. Ein Güterbündel bestehe beispielsweise aus den Waren {\displaystyle x_{1},x_{2}} oder {\displaystyle y_{1},y_{2}}. Dabei gibt es folgende Varianten:
- Der Konsument {\displaystyle A} zieht das Güterbündel {\displaystyle y_{1},y_{2}} dem Güterbündel {\displaystyle x_{1},x_{2}} streng vor:

{\displaystyle x_{1},x_{2}<y_{1},y_{2}}.
- Die Konsumentin {\displaystyle B} ist indifferent zwischen beiden Güterbündeln:

{\displaystyle x_{1},x_{2}\sim y_{1},y_{2}}.
- Der Konsument {\displaystyle C} bevorzugt das Güterbündel {\displaystyle y_{1},y_{2}} schwach dem Güterbündel {\displaystyle x_{1},x_{2}}:

{\displaystyle x_{1},x_{2}\leq y_{1},y_{2}}.
Diesen möglichen Präferenzen liegen sechs Axiome zugrunde:
1. Vollständigkeit: Alle beliebigen und denkbaren Güterbündel können miteinander verglichen werden.
2. Reflexivität: Jedes Güterbündel ist so gut wie es selbst ({\displaystyle x_{1},x_{2}\sim x_{1},x_{2}}).
3. Transitivität: Wenn {\displaystyle x_{1},x_{2}\leq y_{1},y_{2}} und {\displaystyle y_{1},y_{2}\leq z_{1},z_{2}}, dann gilt: {\displaystyle x_{1},x_{2}\leq z_{1},z_{2}}.
4. Nicht-Sättigung: Wirtschaftssubjekte wollen von einem begehrten Gut lieber mehr als weniger haben.
5. Stetigkeit: Der Entzug eines begehrten Gutes {\displaystyle x_{1}} kann durch ein anderes Gut {\displaystyle x_{2}} kompensiert werden, so dass der Konsument zwischen den Güterbündeln {\displaystyle x_{1},x_{2}} und {\displaystyle x_{1}-a,x_{2}+b} indifferent ist.
6. Konvexität: Mit zunehmender Menge eines Gutes sinkt der Grenznutzen einer einzelnen Einheit dieses Gutes (Gesetz vom abnehmenden Grenznutzen).

Ein rationales Konsumverhalten lässt sich im Hinblick auf die Axiome als ein Handeln definieren, bei dem sich der Konsument auf der Grundlage einer vollständigen und transitiven Präferenzordnung für eine Alternative entscheidet, die mindestens so gut ist wie alle anderen realisierbaren Alternativen.
Die Präferenzen stellen eine Idealisierung dar, denn in der Realität kommt es durchaus vor, dass sich ein Konsument außerstande sieht, zwei Kombinationen zu vergleichen oder dass er seine Präferenzen von der Situation abhängig macht: Trinkwasser hat für Menschen in der Wüste eine weitaus größere Bedeutung als in einem Getränkemarkt.

## Wirtschaftliche Aspekte
Auch in der Mikroökonomie werden die Präferenzen eines Konsumenten axiomatisch beschrieben. Die Konsumenten neigen dazu, ihren Konsum unaufhaltsam zu steigern, allerdings innerhalb der Grenzen des Teils ihres Einkommens, das sie für den Konsum verwenden (Konsumquote). Dabei unterstellt das Nichtsättigungsaxiom, dass es keine Sättigungsmenge geben kann, weil es stets einen Konsumplan gibt, der einem anderen Konsumplan vorgezogen wird. Die Nachfragemenge strebt deshalb gegen unendlich, wenn der Marktpreis gegen „null“ sinkt, umgekehrt wird ein Konsument nicht ganz auf ein Gut verzichten, wenn sein Preis gegen unendlich steigt. Im Hinblick auf das Nichtsättigungsaxiom hört beim Gesamtnutzen und Grenznutzen bei rationalen Konsumenten die Nutzenkurve im Maximum auf (dies wird dann nicht als Optimum bezeichnet), denn das Axiom unterstellt, dass es keine begrenzte Bedürfnisbefriedigung gibt und jedem Gut ein positiver Grenznutzen zugeordnet werden kann.
Unterscheidet sich ein beliebiges Güterbündel {\displaystyle x_{1}} von einem anderen Güterbündel {\displaystyle x_{2}} dadurch, dass es mehr von einem Gut und von keinem anderen Gut weniger enthält, so wird Güterbündel {\displaystyle x_{1}} vorgezogen. Dies ist die formale Bestätigung der Hypothese „mehr ist besser als weniger“. Diese Annahme führt tendenziell zu Überkonsum und Überversorgung.